# Philosophie de la révolution
Philosophie de la révolution (titre original en arabe : فلسفة الثورة - Falsafaẗ al-ṯawraẗ) est un essai écrit en arabe par Gamal Abdel Nasser, publié en Égypte au Caire pour la première fois en 1953 sous forme d'articles dans la presse, réunis dans un livre en 1954. Cet essai pose les jalons de l’idéologie nassériste.

## Analyse
Nasser commence la rédaction de son livre en juillet 1948 pendant la guerre israélo-arabe de 1948-1949, lors du siège de Faluja. Il y évoque son passé révolutionnaire et formule théoriquement les objectifs de la révolution égyptienne du 23 juillet 1952, en mettant en avant le nationalisme égyptien et l'unité arabe.
Selon Nasser, la nation égyptienne possède trois cercles d’appartenance fondamentale : la nation arabe, l’Afrique et le monde musulman,. L'Égypte est le centre du « cercle (dâ'ira) arabe », lui-même à l'intérieur des deux cercles africain et islamique ; elle partage avec le cercle africain la lutte pour l'indépendance et le progrès ; avec le cercle islamique, Nasser écrit que les Égyptiens « sont liés par des liens dus non seulement à la croyance religieuse (al-aqîda al-dîniyya) mais aussi aux réalités de l'histoire »,. 
La lutte contre le colonialisme est présentée comme la fin de tous les maux subis par l’Égypte depuis dix siècles, et l’islam comme la fierté de l’Égypte, ce qui inscrit l'essai dans le courant politique national-musulman ; lors de la crise du canal de Suez, Guy Mollet, chef du gouvernement français, qualifie la Philosophie de la révolution de « Mein Kampf égyptien »,.
L'essai de Nasser a été publié en français, en 1961 au Caire et à Paris en 1967 dans l'ouvrage L'Égypte révolutionnaire et socialiste avec des extraits de discours de Nasser, aux éditions Le Communiste.